# ISA Dialogmanager
Der ISA Dialogmanager (IDM) ist ein User Interface Management System, das heißt ein Werkzeug zum Erstellen von graphischen Benutzeroberflächen für Programme. Er besteht aus einem graphischen Dialog-Editor, einer eingebauten Regelsprache, Debugger sowie Schnittstellen zu Programmiersprachen wie C(++), Java oder COBOL. Außerdem existiert ein Plug-in zur Entwicklung der Regelsprache in Eclipse.
Mit dem Dialogmanager erstellte Anwendungen laufen unter Windows sowie diversen UNIX-Systemen.
Der IDM wird unter anderem von der Deutschen Rentenversicherung und zahlreichen deutschen Bundesländern im Rahmen des Projektes EOSS/UNIFA bzw. KONSENS zur Entwicklung des Dialogsystems ihrer Finanzanwendungen eingesetzt.